# 高松市道上福岡多肥下町線
高松市道上福岡多肥下町線（たかまつしどうかみふくおかたひしもまちせん）は、香川県高松市上福岡町から高松市多肥下町へ至る市道である。路線番号はR0001。

## 概要
- 市道朝日町仏生山線と並んで高松市中部の太田地区を縦貫しており、高松市東部市街地の主要幹線道路である。
- 太田第2土地区画整理事業のシンボル道路となっている他、沿線はレインボーロードを中心として高松市で近隣商業が活発な地域である[2]。
- 全線が7時-24時にわたって駐車違反確認を委託された駐車監視員活動の重点路線に指定されている[3]。

## 路線データ
- 本線（Google マップ）
  - 起点：香川県高松市上福岡町字下代710番地1（多賀橋南交差点・県道155号牟礼中新線交点）
  - 終点：香川県高松市多肥下町字二反地456番地2[1]（桜井高校北交差点・県道147号太田上町志度線交点）
- 総延長：4.1km
- 実延長：総延長に同じ（被重複区間なし）
- 幅員
  - 起点-JR高徳線アンダーパス：22m
  - JR高徳線アンダーパス前後：28m
  - JR高徳線アンダーパス-野田池東交差点：22m
  - 野田池東交差点-伏石町交差点：39m
  - 伏石町交差点-終点：22m
- 車線数：4車線
- 最高速度：50km/h

## 都市計画道路指定
当市道は全線が都市計画道路に指定されており、指定名は福岡多肥上町線。（都）福岡多肥上町線は当市道及び市道多肥上町19号線の各全線並びに県道157号高松東港線のうち、福岡町2丁目交差点-琴電松島踏切交差点（終点）及び市道のうち、琴電松島踏切交差点-多賀橋南交差点からなる全長6kmの指定路線である。1970年10月15日、香川県告示第1108号により指定。車線数・名称の変更などを除く最終決定日は1991年11月1日。最終告示は、2004年5月17日の香川県告示第354号。
この都市計画道路と当市道は路線名が類似しているため、しばしば混同されることがある。
都市計画道路福岡多肥上町線
- 指定部分：全線
- 路線番号：3・3・110
- 指定日：1970年10月15日

## レインボーロード
当道路のうち、太田地区松縄町の野田池東交差点から伏石町の伏石町交差点までは、レインボーロードという愛称がつけられている。当該区間には道路標識が設置されており、商業施設の名称にも「レインボーロード」が使用されるなど、一般に広く定着している。

### 別名
- レインボーロード（高松市）

## 沿線施設
- 高松市立玉藻中学校
- DCMダイキ上福岡店
- ダイレックス高松中央店 - 2010年に閉店したベスト電器アウトレットベスト高松店の跡地。
- ジョイフル上福岡店 2019年9月9日閉店、解体済み
- 志満秀高松本店
- マルヨシセンター松縄店
- 高松レインボー通り郵便局
- ガスト高松太田店
- 高松信用金庫レインボー支店

この間はレインボーロードを参照
- パワーシティレインボー店
- 高松市消防局南消防署
- 香川県済生会病院
- 香川県立高松桜井高等学校
- 香川県高松土木事務所

## 重複区間
- なし

## 通過する自治体
- 香川県高松市
  - 本庁地区
  - 太田地区
  - 多肥地区

## 交差・接続している道路
| 接続する道路 西← ＜市道上福岡多肥下町線＞ →東 | 接続する道路 西← ＜市道上福岡多肥下町線＞ →東 | 交差点     | 交差点 | 交差点   |
| --------------------------------------------- | --------------------------------------------- | ---------- | ------ | -------- |
| ↑市道（朝日町方面）                           |                                               |            |        |          |
| ＜観光通り＞ 県道155号牟礼中新線              | ＜長尾街道＞ 県道155号牟礼中新線              | 多賀橋南   | 高松市 | 本庁地区 |
| ＜旧長尾街道＞ 県道43号中徳三谷高松線旧道     | ＜旧長尾街道＞ 県道43号中徳三谷高松線旧道     | 南上福岡町 | 高松市 | 本庁地区 |
| ＜パークロード＞ 香川県道272号高松志度線      | ＜パークロード＞ 香川県道272号高松志度線      | 松縄       | 高松市 | 本庁地区 |
| 市道木太鬼無線                                | 市道木太鬼無線                                | 松縄中央   | 高松市 | 太田地区 |
| 市道伏石大池線                                | 市道伏石大池線                                | 野田池東   | 高松市 | 太田地区 |
| 市道伏石平塚線                                | 市道伏石平塚線                                | 伏石町北   | 高松市 | 太田地区 |
| ＜さぬき夢街道＞ 国道11号高松東バイパス       | ＜さぬき夢街道＞ 国道11号高松東バイパス       | 伏石町     | 高松市 | 太田地区 |
| 高松自動車道                                  |                                               |            | 高松市 | 太田地区 |
| 市道太田下町長池線                            | 市道太田下町長池線                            | 長池西     | 高松市 | 太田地区 |
| 市道太田下町林線                              | 市道太田下町林線                              | 多肥下町   | 高松市 | 多肥地区 |
| 県道147号太田上町志度線                       | 県道147号太田上町志度線                       | 桜井高校北 | 高松市 | 多肥地区 |
| ↓市道多肥上町19号線 （多肥上町方面）          |                                               |            |        |          |